# 28081 Carriehudson
28081 Carriehudson è un asteroide della fascia principale. Scoperto nel 1998, presenta un'orbita caratterizzata da un semiasse maggiore pari a 2,2252316 UA e da un'eccentricità di 0,0879166, inclinata di 8,61895° rispetto all'eclittica.